# Campylorhynchus zonatus
La ratona de dorso franjeado (Campylorhynchus zonatus), también conocida como cucarachero barrado, cucarachero matraquero o matraca barrada tropical,  es una especie de ave paseriforme de la familia Troglodytidae, residente de América Central y el noroeste de Sudamérica.

## Distribución y hábitat
Su área de distribución incluye México, Belice, Guatemala, El Salvador, Honduras, Nicaragua, Costa Rica, Panamá, Colombia y Ecuador.
Es residente del centro-sur de la costa del golfo de México hasta el noroeste de Ecuador. Se distribuye en cinco áreas disyuntas: la región central está en el sur de América Central, en Costa Rica y en el norte de Panamá. Las demás dos regiones son el norte de Colombia, adyacente a Panamá, y el noroeste de Ecuador a 800 km al sur.
Prefiere las tierras bajas y las laderas de montañas desde el nivel del mar hasta 1700 m de altitud. Habita bosque abierto, matorrales, bosques de segundo crecimiento y jardines de casas. Ocurre principalmente en las vertientes caribeñas de las cadenas montañosas de América Central. 

## Descripción
El ave adulto mide 16,5 cm de largo y pesa 29 g. Tiene una corona de color marrón-gris, una nuca de color negro, y el resto de las partes superiores y la cola son fuertemente barreteados de negro, leonado y blanco. El pecho y la garganta son de color blanco manchado de negro, y el vientre es de color canela. En las aves juveniles, las partes superiores son más opacos y las partes inferiores son blanquecino o beige.

## Reproducción
Construye un nido esférico, con una entrada lateral ancha, en un árbol o arbusto entre 2 y 30 m de altura, a menudo escondido en medio de bromelias. La hembra pone entre tres y cinco huevos blancos sin marcas o ligeramente manchadas de marrón. Solo la hembra incuba los huevos durante aproximadamente dos semanas. Los polluelos abandonan el nido después de otras dos semanas. Durante todo el año después de la cría, las aves juveniles y sus padres pasan la noche juntos en nidos de dormitorio, como las utilizadas para la cría.